# Tu crois que tu sais danser
Tu crois que tu sais danser, ou La Fièvre de la danse au Québec (So You Think You Can Dance) est une émission de télévision américaine de compétition de danse créée par Simon Fuller et Nigel Lytgoe, produite par 19 Entertainment et Dick Clark Productions, et diffusée depuis le 20 juillet 2005 sur le réseau Fox.
Au Québec, elle est diffusée à partir du 4 septembre 2007 sur le réseau TVA, puis à partir du 19 août 2013 sur MusiMax, et à partir du 6 janvier 2015 à MusiquePlus. Et en France sur Virgin 17.
L'émission a été diffusée pour la première fois le 20 juillet 2005, avec plus de dix millions de téléspectateurs et a terminé l'été avec le titre d'émission la plus regardée de la saison d'été. Elle est basée sur un format similaire à celui de l'émission de télé-crochet American Idol avec des auditions nationales dont l'objectif est de faire découvrir le prochain danseur préféré des États-Unis.
La sélection de candidat va des danseurs de rue aux gagnants de championnats nationaux. Tous les candidats doivent faire leur chemin à travers un processus d'audition très rigoureux. À la fin de ce processus, 20 danseurs de différents styles sont choisis pour la compétition. Chaque semaine, les danseurs vont devoir montrer leur polyvalence en concourant sur différents styles et avec des partenaires différents.
La première saison a été présentée par Lauren Sánchez. Depuis la deuxième saison, l'animatrice britannique Cat Deeley présente l'émission. Elle a été élue émission no 1 de l'été 2006 par les adultes âgés 18 à 49 ans. Des adaptations ont été annoncées en août 2006. Il y a actuellement des versions de l'émission en Nouvelle-Zélande, Ukraine, Turquie, Israël, Canada, Allemagne, Grèce, Pologne, Malaisie, Norvège, Belgique, Pays-Bas, Afrique du Sud, Royaume-Uni et en Australie.
Les auditions prennent place dans de grandes villes des États-Unis. Elles recherchent les meilleurs danseurs de chaque ville. Les danseurs venant de tous les milieux sont encouragés à auditionner : salsa, danse de salon, hip-hop, danse de rue, danse contemporaine, jazz, ballet et de nombreux autres. Le prix remporté est le titre de "Danseur préféré des États-Unis" ainsi qu'une somme de 250 000 $. Par le passé, le prix a été un rôle de danseur dans le spectacle de Céline Dion à Las Vegas, un véhicule utilitaire sport hybride et une somme de 100 000 $. L'émission a remporté sept Emmy Awards dans la catégorie Meilleure chorégraphie et un total de neuf Emmys.
En quatorze saisons, les gagnants ont été Nick Lazzarini, Benji Schwimmer, Sabra Johnson, Joshua Allen, Les twins, Jeanine Mason, Russell Ferguson, Lauren Froderman, Melanie Moore, Chehon Wespi-Tschopp, Eliana Girard & Chehon Wespi-Tschopp, Amy Yakima & Du-Shaunt "Fik-Shun" Stegall, Ricky Ubeda, Gaby Diaz, Leon "Kida" Burns et Lex Ishimoto.

## Format
Les danseurs auditionnent individuellement devant les juges, qui déterminent quels participants pourront se rendre à l'étape suivante. Lors de la saison 1, cette deuxième étape se déroulait à Hollywood. À partir de la saison 2, elle se déroulait plutôt à Las Vegas. En raison de contraintes de temps, la plupart des auditions sont coupées ou éditées lors de la version finale vue à la télévision.
Lors de la saison 1, les 50 meilleurs danseurs étaient assignés à des groupes, qui passaient chacun du temps à travailler avec cinq chorégraphes différents pendant une semaine. À la fin de celle-ci, les chorégraphes choisissaient le top 16. Toutes les saisons suivantes ont suivi un format où les danseurs ayant été invités à Vegas (environ 100) dansent des chorégraphies devant les juges, qui choisiront ensuite le top 20 basé sur leurs performances.
Ceci est habituellement fait graduellement tout au long de la semaine, avec une grande quantité de danseurs éliminés le premier jour, et plusieurs autres éliminés pendant les jours suivants. Les concurrents doivent participer à plusieurs rondes ayant pour but de tester leur habileté en danse, leur adaptabilité, leur vitesse d'apprentissage et leur endurance. La plupart des rondes consistent à ce qu'une danse dans un genre spécifique (hip-hop, Broadway, danse sociale, etc.) soient enseignée à tous les participants restants, puis que ces derniers la dansent devant les juges, en petits groupes. Une autre étape consiste à un travail de groupe, où des groupes choisis au hasard de quatre ou six danseurs reçoivent un CD avec une chanson. Les membres du groupe doivent alors travailler ensemble pour créer une chorégraphie de groupe pour cette chanson et la danser le matin suivant devant les juges. À la fin de la semaine d'auditions, les juges se rencontrent et discutent à propos des danseurs restants pour déterminer lesquels seront choisis pour la portion de la série où le public vote pour les concurrents (appelé le "Top 20" de la saison). Ce format "Top 20", cependant, a été modifié pour la saison 7. Cette fois, seulement onze danseurs ont été choisis pour participer à cette partie de l'émission.
De plus, lors la saison 7, les participants n'ont pas dansé ensemble dès le départ. Ils ont plutôt été pairés avec un des douze "All-Stars"" (participants de saisons précédentes de l'émission choisis pour leur facilité dans certains styles de danse). Toutefois, dès le milieu de la saison, les concurrents se sont mis à présenter deux danses par émission, une avec un "All-Star" et une avec un autre concurrent.
La finale de la saison consiste généralement des 4 ou 6 danseurs préférés du public, qui en plus de présenter leurs solos, dansent chacun plusieurs autres numéros, en paires ou groupés avec les autres finalistes d'une manière à ce que "chacun danse avec chacun". De plus, durant la grande finale, les participants éliminés reviennent et les routines préférées de la saison sont dansées à nouveau. À la fin de la finale, le gagnant (le compétiteur ayant obtenu le plus grand nombre de votes la veille) est révélé.

## Grands finalistes
| Saison | Gagnant                              | Deuxième place                         | Troisième place                   | Quatrième place                      | Cinquième place                    | Sixième place                  |
| ------ | ------------------------------------ | -------------------------------------- | --------------------------------- | ------------------------------------ | ---------------------------------- | ------------------------------ |
| 1      | Nick Lazzarini (Contemporain/Jazz)   | Melody Lacayanga (Contemporain)        | Jamile McGee (Popping)            | Ashlé Dawson (Jazz)                  |                                    |                                |
| 2      | Benji Schwimmer (Swing/Danse latine) | Travis Wall (Contemporain)             | Donyelle Jones (Jazz/Hip-hop)     | Heidi Groskreutz (Danse de salon)    |                                    |                                |
| 3      | Sabra Johnson (Contemporain)         | Danny Tidwell (Contemporain)           | Neil Haskell (Contemporain)       | Lacey Schwimmer (Swing/Danse latine) |                                    |                                |
| 4      | Joshua Allen (Hip-hop)               | Stephen "Twitch" Boss (Hip-hop)        | Katee Shean (Contemporain)        | Courtney Galiano (Contemporain)      |                                    |                                |
| 5      | Jeanine Mason (Contemporain)         | Brandon Bryant (Contemporain)          | Evan Kasprzak (Broadway)          | Kayla Radomski (Contemporain)        |                                    |                                |
| 6      | Russell Ferguson (Krump)             | Jakob Karr (Contemporain)              | Kathryn McCormick (Contemporain)  | Ellenore Scott (Jazz)                | Ashleigh Di Lello (Danse de salon) | Ryan Di Lello (Danse de salon) |
| 7      | Lauren Froderman (Contemporain)      | Kent Boyd (Contemporain/Jazz)          | Robert Roldan (Contemporain/Jazz) |                                      |                                    |                                |
| 8      | Melanie Moore (Contemporain)         | Sasha Mallory (Contemporain)           | Marko Germar (Contemporain/Jazz)  | Tadd Gadduang (B-boying)             |                                    |                                |
|        | Gagnante féminine                    | Gagnant masculin                       | Deuxième place féminine           | Deuxième place masculine             |                                    |                                |
| 9      | Eliana Girard (Ballet)               | Chehon Wespi-Tschopp (Ballet)          | Tiffany Maher (Jazz)              | Cyrus Spencer (Popping/Animation)    |                                    |                                |
| 10     | Amy Yakima(Jazz)                     | Du-Shaunt "Fik-Shun" Stegall (Hip-Hop) | Jasmine Harper (Contemporain)     | Aaron Turner (Tap)                   |                                    |                                |
|        | Gagnant                              | Deuxième place                         | Troisième place                   | Quatrième place                      |                                    |                                |
| 11     | Ricky Ubeda (Contemporain)           | Valerie Rockey (Tap)                   | Jessica Richens (Jazz)            | Zack Everhart, Jr. (Tap)             |                                    |                                |
| 12     | Gaby Diaz (Tap)                      | Jaja Vaňková (Animation/Krump)         | Virgil Gadson (Hip-Hop)           | Hailee Payne (Jazz)                  |                                    |                                |
| 13     | Leon "Kida" Burns (Hip-Hop)          | J.T. Church (Jazz)                     | Tate McRae (Contemporain/Ballet)  | Emma Hellenkamp (Tap)                |                                    |                                |
| 14     | Lex Ishimoto (Contemporain/Hip-Hop)  | Koine Iwasaki (Contemporain)           | Taylor Sieve (Contemporain)       | Kiki Nyemchek (Latin Ballroom)       |                                    |                                |
| 15     |                                      |                                        |                                   |                                      |                                    |                                |
| 16     |                                      |                                        |                                   |                                      |                                    |                                |